# Henri-Charles Le Bègue de Germiny
Henri-Charles Le Bègue, comte de Germiny (26 juillet 1778, Motteville - 17 mars 1843, Orsay), est un homme politique français.

## Biographie
Fils d'Antoine Raoul Gabriel, comte de Germiny, capitaine de dragons au colonel-général pour le service de France, et d'Aimable Julie Guéroult de Pouymartin, il appartenait à une famille de noblesse lorraine. Il fut pendant dix années membre du Conseil d'arrondissement d'Yvetot, puis administrateur des hospices civils de Rouen. 
En juin 1815, il commandait la 9e légion de la garde nationale de la Seine-Inférieure. Ce département l'élut député, le 22 août de la même année, par 118 voix sur 186 votants. Germiny fit partie, dans la Chambre introuvable, de la minorité ministérielle. Membre de la commission chargée d'examiner la loi dite « d'amnistie », il déclara qu'une loi d'amnistie étant une mesure de salut public, on ne devait point en étendre les exceptions, ni augmenter la peine prononcée contre quelques hommes égarés, et il ajouta : « La Chambre ne peut juger les causes d'exception et en Présenter d'autres quand le roi veut pardonner. » À propos de la loi du 9 novembre sur les écrits et cris séditieux, il s'exprima ainsi : « Qui sont ceux que la loi peut et doit vouloir atteindre ? ceux qui abusent de la crédulité des citoyens paisibles pour leur faire envisager la représentation nationale comme une faction… » 
Le 14 septembre 1816, il fut nommé préfet du Lot et passa à la préfecture de l'Oise le 5 février 1817. Il fut élevé à la pairie le 5 mars 1819. À la Chambre haute, il soutint le gouvernement de la Restauration, mais vota avec les royalistes modérés. Après la révolution de 1830, il prêta serment à Louis-Philippe et continua de siéger à la Chambre des pairs jusqu'à sa mort (1843).
Il est le père du ministre Charles Le Bègue de Germiny.

## Sources
- « Henri-Charles Le Bègue de Germiny », dans Adolphe Robert et Gaston Cougny, Dictionnaire des parlementaires français, Edgar Bourloton, 1889-1891 [détail de l’édition]